# Ближній Хутір
Бли́жній Ху́тір (рос. Ближний Хутор; рум. Blijnii Hutor) — село в Слободзейському районі в Молдові (Придністров'ї). Межує з містом Тирасполь — столицею невизнаної республіки Придністров'я.
Неподалік від села діє пункт пропуску на кордоні з Україною Ближній Хутір—Слов'яносербка.
Більшість населення, згідно перепису 2004 року — етнічні українці (64,3 %).

## Географія
Селом тече Балка Колотова.

## Персоналії
Богуславський Андрій Фадеєвич (1897- 08.07.1924) - вояк армії УНР.  У 1919 р. служив у Тираспольській контррозвідці  у Добровольчій армії. Відступав із білими до Могиліва-Подільського, а там приєднався до Української армії полковника Олександра Вдовиченка.   Потім опинився на еміграції у Варшаві і  Румунії. Розстріляний чекістами.